# Chó Goldador
Chó Goldador, còn được gọi là retrievadors là một giống chó lai, là kết quả của việc lai tạo một con chó giống Chó tha mồi Vàng thuần chủng với một con Chó tha mồi Labrador thuần chủng. Giống chó này được nuôi vì khả năng phục vụ như chó dẫn đường, tìm kiếm và cứu nạn và phát hiện ma túy. Chính vì những lý do này, giống chó Goldador ngày càng phổ biến với vị thế là một giống chó phục vụ cho xã hội và được huấn luyện cách dễ dàng.
Giống như Labrador, Goldador có một chiếc bộ lông đôi, ngắn, đa dạng về màu sắc và không yêu cầu phải chải chuốt. Goldador là một con chó lớn, vạm vỡ, có chiều cao từ 54 đến 60 cm, tính từ bả vai và thường nặng từ 60 đến 80 pound. Loại chó này có thể thông minh và đủ nhạy cảm để làm việc với các đội chống ma tuý và bom. Cái tên  Goldador  là một sự kết hợp từ các chữ  vàng  và  Labrador , trong tên của các giống bố mẹ, Goldador cũng được gọi dưới cái tên khác là glab.
Các loại chó như goldador, được tạo ra từ hai giống chó hiện có được gọi là chó được "thiết kế", vì chúng được tạo ra hoặc "thiết kế" bởi con người.

## Lịch sử
Được giới thiệu lần đầu tiên trong vai trò là một chú chó thiết kế cách đây hơn một thập kỷ, Goldador được sinh ra khi các nhà lai tạo quyết định lai giống chó Chó tha mồi Vàng với giống chó tha mồi Labrador.